# Commersons delfin
Commersons delfin (Cephalorhynchus commersonii) er en lille delfin, der forekommer i to adskilte områder, dels langs Sydamerikas østkyst fra Península Valdés i Argentina til Ildlandet (inklusiv Falklandsøerne) og dels omkring Kerguelen-øerne i Det Indiske Ocean. De voksne dyr har markante sorte og hvide tegninger, mens farverne er mere udviskede hos unge dyr. Man kan kende forskel på kønnene ud fra formen af den sorte bugplet, der er dråbeformet hos hanner og hesteskoformet hos hunner. Commersons delfin er tilsyneladende den mest almindelige af de fire arter i slægten Cephalorhynchus. Bestanden ved Kerguelen menes at være grundlagt af nogle få individer for blot omkring 10.000 år siden.
Commersons delfin er navngivet efter den franske naturhistoriker Philibert Commerson (1727 – 1773), der beskrev disse delfiner efter at have set dem i 1767 i Magellanstrædet.
- Den sydamerikanske udbredelse af Commersons delfin.
- Udbredelsen ved Kerguelen-øerne.